# Streptopelia
Streptopelia este un gen de păsări din familia Columbidae. Membrii săi, numiți în mod obișnuit turturele, sunt Columbidae de mărime mică sau medie, caracterizate de o coroană neagră sau pestriță pe gât, care dă numele genului, originare din Africa, Europa și Asia.

## Taxonomie
Genul Streptopelia a fost descris în 1855 de ornitologul francez Charles Lucien Bonaparte. Numele provine din greaca veche στρεπτός (streptós) – care înseamnă literal „răsucit”, dar, prin extensie, „care poartă un colier” (adică un guler de metal răsucit) – și πέλεια (péleia) care înseamnă „porumbel sălbatic”. Tot în 1855, zoologul englez George Robert Gray a desemnat specia tip ca Streptopelia risoria. Deși Streptopelia risoria a fost confirmată ca denumire validă de către Comisia Internațională de Nomenclatură Zoologică⁠(d), turturica este în general tratată ca o formă domesticită a Streptopelia roseogrisea.

## Specii
Genul conține 15 specii:
| Imagine | Denumire științifică       | Nume comun        | Distribuție                                                               |
| ------- | -------------------------- | ----------------- | ------------------------------------------------------------------------- |
|         | Streptopelia turtur        | Turturică         | Europa, Africa de Nord, Asia de Vest; iernează în Africa la sud de Sahara |
|         | Streptopelia lugens        |                   | Africa Tropicală de Est                                                   |
|         | Streptopelia hypopyrrha    |                   | Africa Tropicală de Vest                                                  |
|         | Streptopelia orientalis    | Turturică roșcată | Asia, răspândită; iernează mai la sud în Asia                             |
|         | Streptopelia bitorquata    |                   | Java la est de Timorul                                                    |
|         | Streptopelia dusumieri     |                   | Filipine, endemic                                                         |
|         | Streptopelia decaocto      | Guguștiuc         | Europa, Africa de Nord, Asia; invaziv în America                          |
|         | Streptopelia xanthocycla   |                   | Myanmar, endemic                                                          |
|         | Streptopelia roseogrisea   |                   | Regiunea Sahel din Africa, sud-vestul Arabiei                             |
|         | Streptopelia reichenowi    |                   | Sudul Etiopiei, sudul Somaliei                                            |
|         | Streptopelia decipiens     |                   | Africa tropicală                                                          |
|         | Streptopelia semitorquata  |                   | Africa tropicală și de sud                                                |
|         | Streptopelia capicola      |                   | Africa de Est și de Sud                                                   |
|         | Streptopelia vinacea       |                   | Regiunea Sahel din Africa                                                 |
|         | Streptopelia tranquebarica |                   | Asia de Sud                                                               |